# Boa Vista da Aparecida
Boa Vista da Aparecida es un municipio brasileño del estado de Paraná. Tiene una población estimada, en 2021, de 7.524 habitantes.
Está localizado a aproximadamente 70 km de la ciudad de Cascavel.